# Ingrid Ostermann
Ingrid Ostermann (* 1968) ist eine deutsche Architektin und Fachautorin.

## Leben
Ingrid Ostermann studierte Architektur an der Technischen Universität Hannover und der Technischen Universität Delft. Ihr Diplom erhielt sie in Delft mit einer Forschungsarbeit zu dem niederländischen Architekten Hermann Friedrich Mertens. Es folgten in den Jahren 2003 bis 2004 ein Research Fellowship an der Technischen Universität Delft und die Auszeichnung mit dem Theodor-Fischer-Preis für ihre dortige Promotion zur Doktor-Ingenieurin (Dr.-Ing.) mit einer Dissertation zum Thema Fabrikbau und Moderne (Factory Building and the Modern Movement) im Jahre 2005.
In den Jahren 2003 bis 2005 war Ingrid Ostermann Wissenschaftliche Mitarbeiterin im Fachgebiet Geschichte und Theorie der Architektur (GTA) an der Technischen Universität Darmstadt und veröffentlichte einige Publikationen zu wissenschaftlichen Themen.
Ostermann lebt und arbeitet in Amsterdam. Zu ihren Arbeitsschwerpunkten gehören Industriebau und Industriedenkmalpflege, Architektur und ihre Entwicklung im 20. Jahrhundert sowie Forschungen zu Architekten der Moderne in Europa und im Exil.

## Schriften (Auswahl)
- Hermann Friedrich Mertens (1885–1960). Ein niederländischer Architekt zwischen Tradition und Moderne. Diplomarbeit, 2003.
- Die Architekturentwicklung des 20. Jahrhunderts bis in die 1930er Jahre in den Niederlanden. Technische Universität Darmstadt, Fachbereich Geschichte und Theorie der Architektur (GTA), 2003
- Wiederaufbau Rotterdam. Metamorphosen einer Stadt. Technische Universität Darmstadt, Fachbereich Architektur, Darmstadt 2004.
- Wechselwirkungen Berlin-Amsterdam, 1920-1940, Technische Universität Darmstadt, Fachbereich Architektur, Darmstadt 2004.
- Fabrikbau und Moderne in Deutschland und den Niederlanden in den 1920er und 1930er Jahren. Gebr. Mann, Berlin 2010, ISBN 978-3-7861-2582-2. (Der Band basiert auf Ostermanns Dissertation an der Technischen Universität Delft, s. o.).[1][2]

## Vortrag
- Der Architekt Arthur Korn (1890–1978). Vielseitiger Protagonist der Berliner Avantgarde der 1920er und frühen 1930er Jahre. Vortrag am 19. Mai 2010, 18 Uhr, im  Zentralinstitut für Kunstgeschichte, München.[3]